# Steeles Avenue

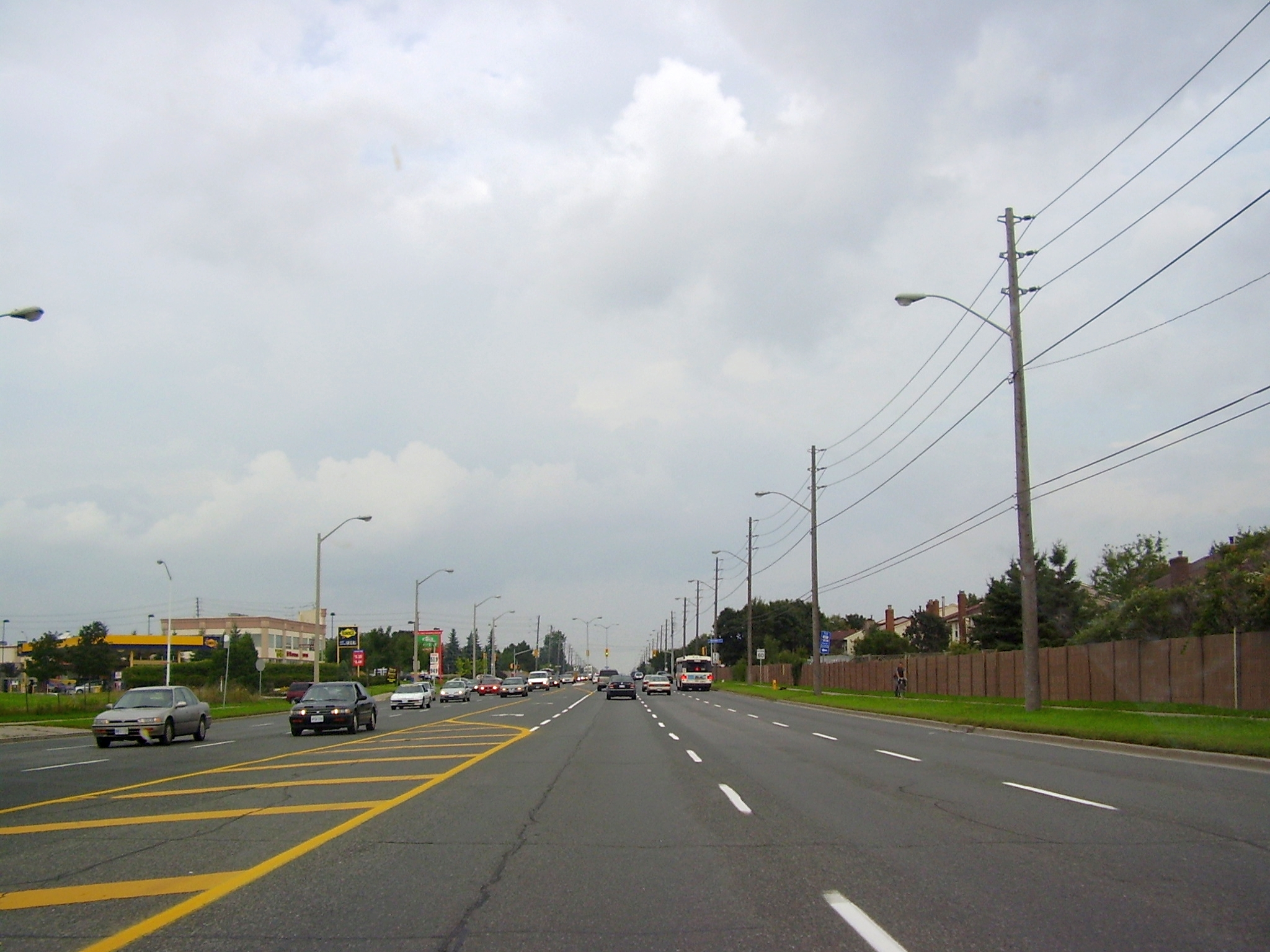
Steeles Avenue.

A Steeles Avenue é uma avenida que forma a maior parte da fronteira setentrional da cidade canadense de Toronto com a Municipalidade Regional de York. Apesar de estar também localizada em York, a Steeles Avenue é administrada somente pela cidade de Toronto. É uma das vias públicas mais longas e movimentadas da região metropolitana de Toronto. A rua apresenta uma grande variedade de zoneamento, com zonas residenciais, comerciais e industriais alternando-se entre si. A avenida é considerada uma das piores da província. A avenida localiza-se oficialmente dentro de Toronto, e portanto, deveria ser mantida por Toronto, embora a cidade argumente que York também tenha responsabilidade.